# Meloe xanthomelas
Meloe xanthomelas is een keversoort uit de familie van oliekevers (Meloidae). De wetenschappelijke naam van de soort is voor het eerst geldig gepubliceerd in 1881 door Solsky.